# Besart Berisha
Besart Berisha, född 29 juli 1985, är en kosovansk fotbollsspelare.

## Klubbkarriär
Den 27 september 2019 värvades Berisha av Western United. I juli 2021 lämnade Berisha klubben i samband med att hans kontrakt gick ut.

## Landslagskarriär
Besart Berisha har spelat totalt 17 landskamper för det kosovanska landslaget och albanska landslaget.